# Anisembiidae
Anisembiidae (лат.) — семейство эмбий, включающее эндемиков Нового Света. Известно около 35 видов. 

## Описание
Тело узкое, удлинённое с короткими ногами и крупными паутинным и железами на передних лапах. Голова овальная, длиннее ширины, с маленькими фасеточными глазами и нитевидными усиками. Большинство бескрылые, но у некоторых самцов могут быть крылья. Сзади у них есть две короткие хвостовые нити (церки). Основные морфологические признаки, объединяющие Anisembiidae, включают не раздвоенную жилку MA, единственное вздутие-пузырь на заднем базитарзусе, а также серповидную форму мандибул самцов и отсутствие заметных зубцов в их апикальной части.

## Распространение
Представители семейства встречаются только в тропических районах Южной и Центральной Америки. Самый северный вид, Anisembia texana, обитает на юге США (Северная Америка).

## Классификация
В семействе описано около 25 родов и около 35 видов.
- Род Anisembia Krauss, 1911 — 1 вид
  - Anisembia texana (Melander, 1902) — США (AR, LA, MS, OK, TX), Мексика (Nuevo Leon, Tamaulipas)
- Род Aporembia Ross, 2003[4]
- Род Brasilembia Ross, 2003
- Род Bulbocerca Ross, 1940 — 2 вида
  - Bulbocerca fulva Ross, 1984 — Мексика (Baja California)
  - Bulbocerca sini (Chamberlin, 1923) — Мексика (BCS)
- Род Chelicerca Ross, 1940 — более 80 видов
- Род Chorisembia Ross, 2003[4]
- Род Cryptembia Ross, 2003
- Род Dactylocerca Ross, 1940 — 4 вида
- Род Ectyphocerca Ross, 2003
- Род Exochosembia Ross, 2003[4]
- Род Glyphembia Ross, 2003
- Род Isosembia Ross, 2003
- Род Mesembia Ross, 1940 — 7 видов
  - Mesembia aequalis Ross, 1944 — Бразилия (SC)
  - Mesembia catemacoa Ross, 1984 — Гватемала, Мексика (Chiapas, Veracruz)
  - Mesembia chamulae Ross, 1984 — Мексика (Chiapas)
  - Mesembia haitiana Ross, 1940 — Гаити
  - Mesembia hospes (Myers, 1928) — Куба
  - Mesembia juarenzis Marino & Marquez, 1984 — Мексика
  - Mesembia venosa (Banks, 1924) — Куба
  - =Anisembia schwarzi Ross, 1940
- Род Microembia Ross, 1944
- Род Oncosembia Ross, 2003[4]
- Род Pelorembia Ross, 1984
- Род Pelorembia Ross, 1984 — 1 вид
- Род Phallosembia Ross, 2003
- Род Platyembia Ross, 2003
- Род Pogonembia Ross, 2003
- †Род Poinarembia Ross, 2003[4]
- Род Saussurembia Davis, 1940 — 3 вида
  - Saussurembia albicauda Ross, 1992 — Панама
  - Saussurembia davisi Ross, 1992 — Коста-Рика
  - Saussurembia symmetrica Ross, 1944 — Колумбия
- Род Schizembia Ross, 1944
- Род Scolembia Ross, 2003[4]
- †Род Stenembia Ross, 1972 — 1 вид
  - †Stenembia perenensis Ross, 1972 — Бразилия